# گروه انتشاراتی هولسبرینک
گروه نشر هولسبرینک (انگلیسی: Holtzbrinck Publishing Group) یک شرکت سهامی خاص و مستقر در اشتوتگارت است که مالکیت شرکت‌های بزرگ چاپ و نشر در سراسر جهان را بر عهده دارد.